# Josef Rötzer
Josef Rötzer (* 21. März 1920 in Wien; † 4. Oktober 2010) war ein österreichischer Arzt für Allgemeinmedizin. Er war der Erste, der eine symptothermale Methode der Empfängnisregelung entwickelte und veröffentlichte.

## Leben
Josef Rötzer besuchte die Volksschule und das Realgymnasium in Wien. Sein Medizinstudium begann er 1941. Seine Promotion zum Dr. univ. med. erfolgte am 15. Juli 1947 an der Universität Wien. Anschließend war er bis Juli 1949 am anatomisch-pathologischen Institut der Universität Wien tätig. Ab dem 1. Jänner 1951 war er als Amtsarzt beim Land Oberösterreich in Vöcklabruck tätig.
Auf Grund der erzielten Fortschritte im Hinblick auf das Studium der Methoden der natürlichen Empfängnisregelung finanzierte die Österreichische Bischofskonferenz die Freistellung vom amtsärztlichen Dienst vom 1. September 1966 bis 31. Dezember 1974, damit Rötzer weitere Forschungsarbeiten auf diesem Gebiet durchführen konnte. In den 1970er Jahren gründete er u. a. den Fachbereich Natürliche Familienplanung im Institut für Ehe und Familie (IEF) und nahm 1980 als Beobachter an der Weltbischofssynode in Rom über „Die christliche Familie“ teil. Im Jahr 1986 gründete Josef Rötzer schließlich mit dem „Institut für Natürliche Empfängnisregelung“ (INER) sein eigenes Institut. Nach seiner Pensionierung führte Josef Rötzer als Autor und Wissenschaftler die Arbeit im Sinne der kirchlichen Lehre unabhängig von einer Trägerschaft durch.
Josef Rötzer war seit 1945 mit Margareta Kramann († 2006) verheiratet. Das Paar hatte fünf Kinder, von denen die Tochter Elisabeth ihn seit 1974 ebenfalls bei seiner Arbeit unterstütze.

## Ehrungen
- Im Dezember 1992 verlieh der österreichische Bundespräsident Josef Rötzer den Berufstitel Professor.
- Am 16. Juni 2002 erhielt Rötzer den Gregoriusorden – den vierthöchsten Orden für Verdienste um die römisch-katholische Kirche – in der Ausführung Komtur mit Stern.

## Veröffentlichungen (Auswahl)
- Natürliche Empfängnisregelung. Der partnerschaftliche Weg – Die sympto-thermale Methode, 30. Auflage, Herder, Freiburg 2006, ISBN 3-451-23983-3
- Der persönliche Zyklus der Frau. Von der Vorpubertät bis in die Wechseljahre, Herder, Freiburg 1999, ISBN 3-451-26885-X.
- Neuauflage: Die Frau und ihr persönlicher Zyklus. Von der Vorpubertät bis in die Wechseljahre, godiz film gmbh, Islikon 2010, ISBN 978-3-9523645-0-5.